# Velika nagrada Švice 1948
Velika nagrada Švice 1948 je bila druga neprvenstvena dirka Grandes Épreuves v sezoni Velikih nagrad 1948. Odvijala se je 4. julija 1948 na dirkališču Bremgarten pri Bernu.

## Rezultati
| Poz | Dirkač                | Dirkalnik        | Krogi          | Čas/Odstop     | Št. m.         |
| --- | --------------------- | ---------------- | -------------- | -------------- | -------------- |
| 1   | Carlo Felice Trossi   | Alfa Romeo 158   | 40             | 1:59:17.3      | 2              |
| 2   | Jean-Pierre Wimille   | Alfa Romeo 158   | 40             | 1:59:17.5      | 1              |
| 3   | Luigi Villoresi       | Maserati 4CLT    | 40             | 2:01:54.6      | 3              |
| 4   | Consalvo Sanesi       | Alfa Romeo 158   | 39             | +1 krog        |                |
| 5   | Alberto Ascari        | Maserati 4CLT    | 39             | +1 krog        |                |
| 6   | Louis Chiron          | Talbot-Lago T26C | 38             | +2 kroga       |                |
| 7   | Charles Pozzi         | Talbot-Lago T26C | 37             | +3 krogi       |                |
| 8   | Yves Giraud-Cabantous | Talbot-Lago T26C | 36             | +4 krogi       |                |
| 9   | Igor Trubeckoj        | Ferrari 166SC    | 35             | +5 krogov      |                |
| DNS | Achille Varzi         | Alfa Romeo 158   | Smrtna nesreča | Smrtna nesreča | Smrtna nesreča |